# 春澄魚水
春澄 魚水（はるすみ の うおみず、生没年不詳）は、平安時代前期の貴族。参議・春澄善縄の子。官位は従五位下・駿河守。

## 経歴
清和朝にて、少判事を経て貞観10年（868年）少外記に任ぜられる。貞観13年（871年）大外記に昇格し、貞観15年（873年）従五位下・備後介として地方官に転じた。
陽成朝で縫殿頭と京官を務めたが、元慶8年（884年）光孝天皇の即位後まもなく駿河守として再び地方官に遷っている。

## 官歴
注記のないものは『日本三代実録』による。
- 時期不詳：少判事[2]
- 貞観10年（868年） 正月16日：少外記[2]
- 貞観13年（871年） 正月29日：大外記[2]
- 貞観15年（873年） 正月7日：従五位下[2]。13日：備後介[2]
- 時期不詳：縫殿頭
- 元慶8年（884年） 3月9日：駿河守